# الشمضات (السدة)

تعديل مصدري - تعديل

الشمضات محلة تابعة لقرية جيدان، التابعة لعزلة بني العثمانيين بمديرية السدة إحدى مديريات محافظة إب في الجمهورية اليمنية.، بلغ تعداد سكانها 167 حسب تعداد اليمن لعام 2004.